# Blazebirth Hall
Die Blazebirth Hall ist ein seit den frühen 1990ern bestehender Black-Metal-Zirkel aus Russland. Die meisten Bands und Musiker stammen aus Tula.

## Geschichte
Ähnlich wie Gruppierungen wie dem Inner Circle der norwegischen Szene, dem polnischen Temple of Fullmoon und den Black Legions aus Frankreich existierte auch in Russland seit den frühen 1990ern eine Gruppe puristischer Black-Metal-Bands, welche sich durch einen eigenständigen Stil auszeichnen. Einige Mitglieder sind auch bei Temnozor und Walknut aktiv, zahlreiche Veröffentlichungen erschienen bei dem Label Stellar Winter Records.
Die älteste und bekannteste Band der Blazebirth Hall ist Branikald, welche etwa ab Kveldulv den für den Zirkel typischen Stil spielten. Kaldrad Branislav (Boris Podsoblyayev) ist der Hauptkomponist als auch der ideologische Kopf hinter den meisten Projekten.
1996 veröffentlichten Forest ihr gleichnamiges Debütalbum, welches sich vom Klang an Bands wie Graveland oder Isengard anlehnt. Hervorzuheben ist die etwa 20-minütige psychedelisch angehauchte Neofolk-Hymne Winterhowl. Auf den Nachfolgealben glich sich der Stil von Forest dem von Branikald zunächst an.
Ab den späten 1990ern wandte sich die Blazebirth Hall zunehmend nazistisch-esoterischen Themen zu. Dagorath verließ Forest und Rundagor 1998 und hatte seitdem mit der NSBM-Szene nichts mehr zu tun.
Bis Mitte der 2000er außerhalb Russlands so gut wie unbekannt, wurde die Blazebirth Hall durch das Internet auch in Westeuropa bekannt. Da physische Tonträger der Alben extrem rar waren (bis 2000 erschienen fast nur Kassetten in stark limitierten Auflagen), führte dies zu zahlreichen Bootlegs. Die meisten Alben wurden daraufhin auch offiziell wiederveröffentlicht, teils gegen den Willen der BlazeBirth Hall. Oft wurden die Titel in andere Sprachen übersetzt, was zu Verwirrungen führte. So ist Branikalds Album Хмель мизантропии auch unter den Namen Khmel' mizantropii, Rusmjod Av Misantropie, Rausch der Misanthropie und The Mead of Misanthropy zu finden.
Ab etwa 2000 nahm die musikalische Aktivität der Gruppen rapide ab, was unter anderem mit der Inhaftierung Kaldrads aufgrund von diversen Gewaltdelikten zu tun hatte. Das letzte Album Branikalds Triumph des Willens erschien 2001. Hier ist die Musik weniger sphärisch, so wurden Oi-Punk-Einflüsse eingebaut und teils klarer Gesang verwendet.
2005 reformierten sich Forest für ein weiteres Album, welches aber vom früheren Stil der Band abweicht und von den Anhängern der Bands kritisch gesehen wird. Die Musik auf In the Flame of Glory ist klarer produziert und lässt sich grob dem Pagan Metal zuordnen. Nach der Ermordung Ulf Gegner Irminssons lösten sich Forest endgültig auf.
2010 erschien das bisher letzte Album, Nitberg - Nagelreid.
Der Tod Kaldrads bei einem Autounfall 2019 beendete die Aktivitäten der BlazeBirth Hall.

## Stil
Die Mehrzahl der beteiligten Bands spielen einen rohen Black-Metal-Stil, der sich, ausgehend von Burzum oder Darkthrone hin zu einer extrem repetitiven und atmosphärischen Stilart hin entwickelte. So bestehen das von Schlagzeuger Wizard geprägte Schlagzeugspiel in den meisten Songs aus einem durchgehenden, langsam gespielten Blastbeat, während die Gitarren sphärische, flirrende Tremolo-Riffs verwenden, die Produktion ist dabei eher einfach. Die Musik von Branikalds Frost Vision wird als kalt, aber auch als zu repetitiv beschrieben.
Vereinzelt werden mit einem starken Hall versehene unverzerrte Gitarren gespielt (z. B. der elfminütige Song Рдяндалир), wodurch sich ein dem Blackgaze ähnlicher Klang ergibt. Allerdings etablierte sich dieses Genre erst etwa 10 Jahre später und ist auch nicht durch die Blazebirth Hall beeinflusst worden.
Der Gesang ist überwiegend auf Russisch, einige vor allem ältere Songtitel sind aber auch in einer bizarren Mischung aus englisch und norwegisch, z. B. ...Ablaze far av Nattensky von Branikald Kveldulv.

## Bedeutung und Rezeption
Nach dem ersten Branikald-Demo Stormheit benannte sich eine finnische Pagan-Metal-Band.
Das deutschsprachige Motto Rausch der Misanthropie der in der Ostukraine aktiven, rechtsextremen Söldnertruppe Misanthropic Division geht auf ein Album namens Хмель мизантропии der Band Branikald zurück, welches 2005 unter diesem deutschen Titel wiederveröffentlicht wurde.

## Bands
- Branikald (1993–2001)
- Forest (1994–2005)
- Rundagor (1994–1998)
- Raven Dark (1994–2000)
- Wotan Sølv (1994–2000)
- Vargleide (1999–2000)
- Nitberg (seit 1999)

In Klammern Jahre der Aktivität. Des Weiteren existierten weitere Projekte wie Yggdrassil oder Woods of Fallen, welche keine Alben veröffentlichten.

## Beteiligte Musiker
- Kaldrad Branislav (Boris Podsoblyayev) († 2019)
- Wizard
- Ulv Gegner Irminsson (Evgeniy Yelmanov) († 2005)
- Dagorath (Vitaly Danilov)
- Ransverdi
- StringsSkald (Anton Svyagir)
- Nyard